# Lipopeptide
Une lipopeptide  est une molécule composée d'un lipide et d'un peptide. 
Ces molécules sont capables de s'assembler en différentes structures. Certains sont utilisés comme antibiotiques, et certains lipopeptides ont de fortes capacités antifongiques.

## Exemples de lipopeptides
- Mycosubtiline
- Surfactine
- Daptomycine